# Ali Mutashar
Ali Mutashar Nassir (in arabo علي مطشر‎?; Baghdad, 7 maggio 1989) è un calciatore iracheno, portiere del Najaf.

## Carriera

### Club
Ha sempre giocato nel campionato iracheno.

### Nazionale
Esordisce in Nazionale maggiore nel 2010, venendo poi convocato per la Coppa d'Asia 2011.